# فان بن
فان بن (بالصينية: 范斌) هو لاعب جمباز فني صيني، ولد في 30 مايو 1974.

## وصلات خارجية
- فان بن على موقع الاتحاد الدولي للجمباز (biography) (الإنجليزية)
- فان بن على موقع أوليمبيديا (الإنجليزية)
- فان بن على موقع اللجنة الأولمبية الصينية (الإنجليزية)